# ريتشارد بيترز (قسيس)
ريتشارد بيترز (بالإنجليزية: Richard Peters)‏ (من مواليد عام 1704 في ليفربول - وتُوفي في 10 يوليو عام 1776) هو محامٍ ووزير الأنجليكان وموظف مدني هاجر إلى ولاية بنسلفانيا في عام 1735، حيث خدم في العديد من المناصب لعائلة وليام بن، بما في مجلس الحاكم من 1749 إلى 1775، وأصبح في النهاية رئيس كنيسة المسيح في فيلادلفيا.

## حياته المُبكرة وتعليمه
وُلد ريتشارد بيترز في ليفربول بإنجلترا، حيث كان يعمل والده رالف بيترز محاميًا وكاتب المدينة. تلقى تعليمه في مدرسة وستمنستر واستمر في جامعة لايدن الهولندية في لإجراء دراسات إضافية. قرأ القانون في المعبد الأوسط وأصبح رسامًا في كنيسة إنجلترا. قام بعد ذلك بمزيد من الدراسات في كلية وادهام، أكسفورد.

## الزواج والعائلة
تزوج بيترز فتاة خادمة من وستمنستر وانفصلا فيما بعد.
تزوج بيترز من جديد في عام 1734، معتقدًا أن زوجته الأولى قد ماتت مما تسبب في فضيحة الزواج المتعدد عندما عادت زوجته إلى الظهور مرة أخرى. هاجر ريتشارد في العام التالي من ليفربول إلى المنفى في المستعمرات، واستقر في فيلادلفيا. هاجر ريتشارد هو أخوه ويليام بيترز أيضُا إلى فيلادلفيا.

## الهجرة والسنوات في فيلادلفيا
أصبح بيترز مساعدًا في كنيسة المسيح في فيلادلفيا، المدينة الرئيسية لمقاطعة بنسلفانيا، وخدم هناك لمدة عامين. وعمل مباشرةً لدى عائلة في بنسلفانيا كسكرتير مكتب الأراضي، وأمين المقاطعة وموظف المجلس. شغل هذه المناصب لمدة ربع قرن، وفي عام 1749 عُيِّن أيضًا كعضو مجلس المحافظين ، الذي خدم فيه حتى الثورة الأمريكية.
كان بيترز في 1754من بين عدة رجال تم تعيينهم في وفد بنسلفانيا في مؤتمر ألباني، وهو اجتماع كان يُعقد في ألباني بنيويورك لأكثر من 20 ممثلاً للمقاطعات لمناقشة خطط الدفاع في مواجهة التهديد الفرنسي في حرب السنوات السبع، والتي كانت الجبهة في أمريكا الشمالية معروفة بالحرب الفرنسية والهندية. وأوصى باعتماد خطة بنجامين فرانكلين، وهو اقتراح مبكر لإنشاء حكومة استعمارية موحدة. تم رفض الخطة من قبل الجمعيات الاستعمارية والمجلس البريطاني للتجارة على حد سواء.
وفي عام 1762 تقاعد بيتر من مكاتب الملكية، حيث صنع ثروة كافية. تم استدعائه كرئيس لكنيسة المسيح، وخدم حتى اضطرته صحته إلى الاستقالة في سبتمبر 1775. وطوال هذه السنوات، كان ريتشارد ناشطًا في العديد من الشؤون الدينية والمدنية والتعليمية.
تٌوفي ريتشارد في فيلادلفيا في عام 1776.

## روابط خارجية
- Penn Biographies: "Rev. Richard Peters" (1704-1776), جامعة بنسيلفانيا Archives and Records Center
- Cummings, Hubertis Maurice. Richard Peters, Provincial Secretary and Cleric, 1704-1776, University of Pennsylvania Press, 1944.